# 出社が楽しい経済学
出社が楽しい経済学（しゅっしゃがたのしいけいざいがく）とは2009年にNHK教育テレビジョンで放送されていた日本のテレビ番組。全12回。再放送はNHK衛星第2テレビジョンでも放送された。同年8月5日にNHK総合テレビジョンで特別編が放送され、同年秋に総合テレビで第2シリーズが放送。

## 概要
架空の商社「ZENY」を舞台に経済学キーワードをコメディドラマ形式で解説する。番組の最後には取り上げたキーワードに関するおさらいクイズが出題され、番組ホームページで答え合わせができる。

## 放送日
第1シリーズ
- 2009年1月10日 - 3月28日
- 本放送：毎週土曜日 23:00 - 23:29
- 再放送：毎週木曜日 0:45 - 1:14（BS2では毎週土曜日 5:00 - 5:29）
- 再々放送：2009年3月14日 15:00 - 17:00（第1・2・3・7話）
- 再々放送：2009年9月30日 1:40 - 3:10（第1・2・3話、総合テレビ）
- 再々放送：2009年10月1日 1:40 - 3:10（第4・5・6話、総合テレビ）
- 再々放送：2009年10月28日 1:45 - 3:15（第7・8・9話、総合テレビ）
- 再々放送：2009年10月29日 1:40 - 3:10（第10・11・12話、総合テレビ）
- 特別編：2009年8月5日 22:00 - 22:45（総合テレビ）

第2シリーズ
- 2009年10月8日 - 12月10日（総合テレビ）
- 本放送：毎週木曜日 23:00 - 23:30
- 再放送：毎週水曜日 15:15 - 15:45（BS2では毎週火曜日 17:30 - 18:00）
- 2010年1月9日 - （教育テレビ）
- 再々放送：毎週土曜日 23:25 - 23:55
- 再々放送：翌週土曜日 12:00 - 12:30

## 出演

### キャスト
スーパー・エキセントリック・シアター所属の俳優がコントを演じる。
- 小山内 学（おさない まなぶ）：大竹浩一

ZENYの新人社員。気弱でお人好し。薄毛に悩んでいる。司郎の助言により日々成長しつつあり、ほぼ毎回終わりに開かれている課内の会議では秀逸な提案を出し陰で司郎から「グッジョブ!」と誉められる。両親は田舎で雑貨店を営んでいる。
- 郷田 剛（ごうだ ごう）：大関真

学の先輩社員。お調子者で、毎回儲け話に生活費を注ぎ込んでは失敗し、そのたびごとに周囲（特に小山内）に無心している。双子の兄がいる。
- 下野 人美（したの ひとみ）：杉野なつ美

経理担当のお局女子社員。毒舌家。時間とお金に厳しく日々利殖に励んでいる。
- 島 豊作（しま ほうさく）：田上ひろし

課長。経済オンチで優柔不断。事あることに部下を呑みに連れて行く典型的旧型中間管理職。
- 米俵 静香（こめだわら しずか）：長谷川恵美

課のマドンナ（自称）。名字にコンプレックスがあるらしく「名字で呼ばないで下さい!」と気色ばむ。たいてい島課長と一緒に昼食を食べている。
- 居相田 司郎（いそうだ しろう）：野添義弘

窓際係長。会議で挙手するがいつも無視されており空気同然の存在。しかし実は経済学のエキスパートで、経済学に疎い愚かな同僚たちには憤りを感じており、階段の踊り場で学を捕まえては的確な助言を与える。愛読書はサミュエルソン『経済学』と思われる。昼食は常に弁当。
- 川井 伊代（かわい いよ）：平林靖子（第二シリーズ 第5回ゲスト）

就職活動中の大学生。小山内の後輩。就職活動のOB訪問で、小山内を訪ねる。周りからは「かわいいよ（可愛いよ）」と呼ばれている。

### キーワード解説
- 吉本佳生

### ナレーター
- 佐藤賢治（第1シリーズ）
- 服部伴蔵門（第2シリーズ）

## 構成
- 夜の本格 経済学ドラマ 前編・後編
  - 身近な例を使い、経済学キーワードをコメディドラマ形式で実演する。
- 吉本先生の補習講義
  - 経済学者の吉本佳生が経済学キーワードのポイントを解説する。
- 声に出して覚えよう 今日のキーワード
  - 経済学キーワードを声に出して覚えるコーナー。
- KOBORE BANASHI
  - 経済学キーワードに関連した実例をこぼれ話として紹介する。
- 本日の復習
  - 経済学キーワードに関するおさらいクイズが出題される。解答は番組ホームページに掲載される。

## 放送リスト

### 第一シリーズ
- 第1回：サンクコスト（本放送2009年1月10日、再放送2009年1月15日）
  - 夜の本格 経済学ドラマ 前編「彼女と焼肉のコスト計算」、吉本先生の補習講義「暮らしの中のサンクコスト」、声に出して覚えよう 今日のキーワード「サンクコスト」、夜の本格 経済学ドラマ 後編「推進か?撤退か?」、吉本先生の補習講義「サンクコストの見分け方」、KOBORE BANASHI「コンコルドの教訓」、本日の復習。
- 第2回：機会費用（本放送2009年1月17日、再放送2009年1月22日）
  - 夜の本格 経済学ドラマ 前編「激突!出張費論争」、吉本先生の補習講義「機会費用と気配りのススメ」、声に出して覚えよう 今日のキーワード「機会費用」、夜の本格 経済学ドラマ 後編「激安ランチの秘密」、吉本先生の補習講義「100円ショップと機会費用」、KOBORE BANASHI「ベンジャミン・フランクリン〜機会費用を訴えた男〜」、本日の復習。
- 第3回：比較優位（本放送2009年1月24日、再放送2009年1月29日）
  - 夜の本格 経済学ドラマ 前編「ボクの生きる道」、吉本先生の補習講義「比較優位とコミュニケーション」、声に出して覚えよう 今日のキーワード「比較優位」、KOBORE BANASHI「ジャック・ウェルチ〜世界最強と呼ばれた経営者〜」、夜の本格 経済学ドラマ 後編「万物は流転する」、吉本先生の補習講義「比較優位と私たちの賃金」、本日の復習。
- 第4回：インセンティブ（本放送2009年1月31日、再放送2009年2月5日・2009年10月8日）
  - 夜の本格 経済学ドラマ 前編「美人受付嬢のワナ」、吉本先生の補習講義「『アメ』にも『ムチ』にもなるインセンティブ」、声に出して覚えよう 今日のキーワード「インセンティブ」、夜の本格 経済学ドラマ 後編「大家さんは強欲か?」、吉本先生の補習講義「インセンティブの思わぬ影響」、KOBORE BANASHI「本田宗一郎〜社員たちにやる気を持たせるには〜」、本日の復習。
- 第5回：モラルハザード（本放送2009年2月7日、再放送2009年2月12日・2009年10月8日）
  - 夜の本格 経済学ドラマ 前編「人をサボらせないコツは?」、吉本先生の補習講義「成果主義はモラルハザードを防げるか?」、声に出して覚えよう 今日のキーワード「モラルハザード」、夜の本格 経済学ドラマ 後編「取引先との微妙な関係」、吉本先生の補習講義「金融機関とモラルハザード」、KOBORE BANASHI「“ペイオフ”はこうして始まった」、本日の復習。
- 第6回：逆選択（本放送2009年2月14日、再放送2009年2月19日・2009年10月8日）
  - 夜の本格 経済学ドラマ 前編「貧乏クジに気をつけろ」、吉本先生の補習講義「逆選択を防ぐ方法」、声に出して覚えよう 今日のキーワード「逆選択」、夜の本格 経済学ドラマ 後編「学歴は本当に有効か?」、吉本先生の補習講義「揺らぐ学歴と資格のシグナル」、KOBORE BANASHI「“行列”というシグナル」、本日の復習。
- 第7回：価格差別（本放送2009年2月21日、再放送2009年2月26日・2009年10月28日）
  - 夜の本格 経済学ドラマ 前編「求む!サラリーマン割引」、吉本先生の補習講義「価格差別と製品の差別化」、KOBORE BANASHI「アルフレッド・スローン〜自動車文化をつくりあげた男〜」、声に出して覚えよう 今日のキーワード「価格差別」、夜の本格 経済学ドラマ 後編「クーポン券がちっぽけな理由」、吉本先生の補習講義「価格差別と広告」、本日の復習。
- 第8回：裁定（本放送2009年2月28日、再放送2009年3月5日・2009年10月28日）
  - 夜の本格 経済学ドラマ 前編「裁定はサイテー?」、吉本先生の補習講義「市場をつなぐ裁定」、KOBORE BANASHI「幕末“金の大流出”」、声に出して覚えよう 今日のキーワード「裁定」、夜の本格 経済学ドラマ 後編「同じお茶のペットボトル 値段が異なるのはなぜ?」、吉本先生の補習講義「裁定と情報の取引コスト」、本日の復習。
- 第9回：囚人のジレンマ（本放送2009年3月7日、再放送2009年3月12日・2009年10月28日）
- 第10回：共有地の悲劇（本放送2009年3月14日、再放送2009年3月19日・2009年10月29日）
- 第11回：割引現在価値（本放送2009年3月21日、再放送2009年3月26日・2009年10月29日）
- 第12回：ネットワーク外部性（本放送2009年3月28日、再放送2009年4月2日・2009年10月29日）
- 特別編：金融危機（2009年8月5日）

連続シリーズの「モラルハザード」「インセンティブ」「逆選択」「囚人のジレンマ」の復習を兼ねている。

### 第二シリーズ
- 第1回：ロックイン（2009年10月8日）
- 第2回：コミットメント（2009年10月15日）
- 第3回：ヴェブレン効果（2009年10月22日）
- 第4回：心の会計（2009年11月5日）
- 第5回：スクリーニング（2009年11月12日）
- 第6回：勝者の呪い（2009年11月19日）
- 第7回：レントシーキング（2009年12月3日）
- 第8回＜終＞：規模の経済性（2009年12月10日）

## 関連書籍
- 吉本佳生・NHK「出社が楽しい経済学」制作班／編 『出社が楽しい経済学』 日本放送出版協会、2009年1月、ISBN 978-4-14-081328-7

- 『マンガでわかる!出社が楽しい経済学（別冊宝島 1606）』吉本佳生 監修+NHK「出社が楽しい経済学」制作班 編、宝島社、2009年3月、ISBN 978-4-7966-6979-5

- 吉本佳生・NHK「出社が楽しい経済学2」制作班／編 『出社が楽しい経済学2』 日本放送出版協会、2009年10月10日、ISBN 978-4-14-081395-9

- まんがで学ぶ出社が楽しい経済学　第２シリーズ 吉本佳生；監修／NHK「出社が楽しい経済学」制作班；編、イーストプレス、2009年12月、ISBN 978-4781603070